# Bebearia laetitioides
Bebearia laetitioides är en fjärilsart som beskrevs av James John Joicey och Talbot 1921. Bebearia laetitioides ingår i släktet Bebearia och familjen praktfjärilar. Inga underarter finns listade i Catalogue of Life.